# Czarna żółć
Czarna żółć (gr. mélas – czarny + cholé – żółć) – według Hipokratesa jeden z podstawowych płynów ustrojowych („humorów”). Zdaniem współczesnych uczonych prawdopodobnie w ten sposób starożytni nazywali krew żylną wypływającą ze śledziony, zawierającą produkty rozpadu krwinek czerwonych i przez to wyraźnie ciemniejszą. Ponieważ krew przepływa żyłą śledzionową ze śledziony do wątroby, uznano ją za czarną odmianę żółci.